# ロゴジュスク公
ロゴジュスク（ロゴイスク）公（ベラルーシ語: Князь Лагожскі（лагойскі））とは、12世紀後半から、ルーシ西部に存在したロゴジュスク公国の君主の称号である（「公」は「クニャージ」からの訳出による）。公・公国の名は、その中心都市だったロゴジュスク（現ベラルーシ・ラホイスク）による。

## ロゴジュスク公の一覧
リューリク朝
- ブリャチスラフ・ダヴィドヴィチ（在位：1116年 / 1127年 - 1129年）＊イジャスラヴリ公を兼ねる
- アンドレイ・ヴォロドシチ?（在位：1170年代）
- フセスラフ・ミクリチ（在位：1180年代[注 1])
- ヴァシリコ・ヴォロダリヴィチ(bex)（在位：1180年代[注 2]）：ポロツク公ウラジーミルの弟

ゲディミナス朝